# Minor Earth Major Box
Minor Earth | Major Box es una caja de 4 CD que recopila los sencillos lanzados del álbum Minor Earth, Major Sky, de a-ha. Por tanto, no es que se trate exactamente de un sencillo, pero está incluido en la lista de sencillos de la página oficial de a-ha, a-ha.com como tal.
Fue lanzado sólo en Alemania el 26 de febrero de 2001.
Incluye los tres sencillos, Summer Moved On, Minor Earth, Major Sky (canción)|Minor Earth, Major Sky (limited 'video' version), Velvet, más un CD-Sencillos de The Sun Never Shone That Day.

## Temas del sencillo
Contiene cuatro discos, uno por cada sencillo, recopilando la versión original, numerosas remezclas y el vídeo musical.
CD 1: Summer Moved On
- 1. «Summer Moved On» (Radio Versión)
- 2. «Summer Moved On» (Álbum Versión)
- 3. «Barely Hanging On» (Álbum Versión)
- 4. «Summer Moved On» (Remix)

CD 2: Minor Earth | Major Sky
- 1. «Minor Earth, Major Sky» (Niven's Radio Edit)
- 2. «Minor Earth, Major Sky» (Black Dog Mix)
- 3. «Minor Earth, Major Sky» (Millenia Nova Remix)
- 4. «Minor Earth, Major Sky» (Ian Pooleys Deep Mix)
- 5. «Minor Earth, Major Sky» (ATB Club Remix)
- 6. «Minor Earth, Major Sky» (Early Version)
- 7. «Minor Earth, Major Sky» (Álbum Versión)
- 8. «Summer Moved On» (CD Rom Video Track)

CD 3: Velvet
- 1. «Velvet» (Radio Versión)
- 2. «Velvet» (De Phazz Mix)
- 3. «Velvet» (Millenia Nova Mix)
- 4. «Velvet» (New York City Mix)
- 5. «Velvet» (Alabaster Mix)
- 6. «Velvet» (Stockholm Mix)
- 7. «Velvet» (Álbum Versión)
- 8. «Velvet» (CD Rom Video Track)

CD 4: The Sun Never Shone That Day
- 1. «The Sun Never Shone That Day» (Álbum Versión)
- 2. «Thought That It Was You» (Album Version)
- 3. «Minor Earth, Major Sky» (Ian Pooley's Toothache Mix)
- 4. «Minor Earth, Major Sky» (Pumpin' Dolls Club Mix)
- 5. «Minor Earth, Major Sky» (CD Rom Video Track)

- Datos: Q6869091